# 紐芬蘭紀念大學格蘭佛爾校區
紐芬蘭紀念大學格蘭佛爾校區（原 威爾弗雷德格蘭佛爾學院），為紐芬蘭紀念大學的校區之一。此校區位於加拿大紐芬蘭島西部城市科納布魯克。約有1300位學生，以主修藝術、教育、工藝、科學、資源管理、護理為主。學生多參與此校區大一、二課程，並且在之後轉至紐芬蘭紀念大學在聖約翰斯較大的校區繼續就讀。